# Marie Gebauerová
Marie Gebauerová, née le 8 décembre 1869 à Pardubitz et morte le 7 janvier 1928 à Prague, était professeur et écrivain tchécoslovaque et la fille  de Jan Gebauer. Elle rassembla ses souvenirs d’enfance sur son illustre père et les publia dans « Rodinné vzpomínky na Jana Gebauera » (Les souvenirs familiaux  sur Jan Gebauer), œuvre qui resta inachevée et couvrant la période avant l’année 1888. Intéressée par la vie de Božena Němcová, elle publia ses œuvres et sa correspondance. Parmi ses œuvres figurent également des romans pour les enfants (Jurka, Péťa pes) qui, selon ses propres dires, furent inspirés par ses souvenirs d’enfance. Après la mort de sa mère, elle s'occupa du foyer de son père. Ce dernier lui avait confié la mission de publier sa correspondance après sa mort. Dans les années qui suivirent la mort de Jan Gebauer, elle publia quelques parties de la correspondance (notamment celle d’Edouard Albert). Malheureusement, la mort l’empêcha de finir cette tâche.

## Œuvres
- Jurka, Praha, Laichter, 1901, 140 p.
- Péťa pes, Laichter, 1916, 100 p.
- Rodinné vzpomínky na Jana Gebauera, tomes I et II, Kladno, J. Šnajdr, 1926, 402 p.
- Rodinné vzpomínky na Jana Gebauera, tome IIII, Kladno, J. Šnajdr, 1932, 106 p.